# Škoda 26BB
Škoda 26BB (obchodní název Perun) je nízkopodlažní elektrobus vyráběný od roku 2013 českou firmou Škoda Electric s využitím karoserie typu Urbino 12 od polské společnosti Solaris Bus & Coach. Na stejném základě vznikl také trolejbus Škoda 26Tr.

## Konstrukce
Škoda 26BB je dvounápravový třídveřový elektrobus o délce 12 m, s nízkopodlažní karoserií autobusu Solaris Urbino 12. Je vybaven technologií IGBT a asynchronním trakčním elektromotorem Škoda o výkonu 160 kW, který je napájen Li-pol bateriemi. Verze Perun HE ujede na jedno nabití 150 km, dobíjení vozu je řešeno rychlodobíjením (70 minut) během dne a nočním dobíjením s vyvažováním o délce 6–8 hodin. Varianta Perun HP je vybavena technologií střešního rychlodobíjení od délce 6–8 minut ze speciální automatické rychlonabíjecí infrastruktury (dojezd 30 km), dobíjení v noci je prováděno zásuvkově s vyvažováním (délka 6–8 hodin).

## Výroba a provoz
Prototyp elektrobusu Škoda Perun HE byl poprvé prezentován v Praze v září 2013 v rámci Evropského týdně mobility, oficiální premiéru si poté odbyl v listopadu toho roku na veletrhu Czechbus. Vůz následně od jara 2014 absolvoval zkušební a prezentační jízdy s cestujícími v Brně, Pardubicích, Českých Budějovicích, Mariánských Lázních, Opavě, Olomouci, Liberci, polském Krakově, Hradci Králové, polské Zelené Hoře a v Děčíně. V roce 2015 byl odkoupen Dopravním podnikem města Hradce Králové, který jej zařadil do stavu pod evidenčním číslem 174 (od roku 2018 ev. č. 402). Roky 2014 byly vyrobeny první dva vozy Perun HP, které výrobce od roku 2015 pronajal Plzeňským městským dopravním podnikům. Všechny tři elektrobusy mají karoserii Urbino III. generace.
V roce 2018 vznikl na bázi autobusu Solaris Urbino 8,9 LE elektrobus Škoda 29BB.
Výroba Perunů HE s karoseriemi Urbino IV. generace začala v roce 2016. Od té doby zakoupily tyto vozy dopravci Arriva Morava (10 ks pro MHD v Třinci), Arriva Nové Zámky (1 ks pro MHD ve slovenské Šaľe), a Arriva Východní Čechy (4 ks pro MHD v Trutnově). V roce 2018 dodala Škoda Electric 2 vozy Perun SH01 dopravnímu podniku ve slovenské Žilině.